# Флаг Ярославского района (Москва)
Флаг внутригородского муниципального образования Яросла́вское в Северо-Восточном административном округе города Москвы Российской Федерации.
Флаг утверждён 21 сентября 2004 года и внесён в Геральдический реестр города Москвы с присвоением регистрационного номера ?.

## Описание
«Флаг муниципального образования Ярославское представляет собой двустороннее, прямоугольное полотнище с соотношением сторон 2:3.
Полотнище диагонально разделено из нижнего угла, прилегающего к древку. Верхняя (прилегающая к древку) часть полотнища состоит из двух равнобедренных треугольников, вершины которых находятся в центре полотнища: зелёного, основание которого совпадает с верхним краем полотнища, и красного, основание которого совпадает с боковым, прилегающим к древку краем полотнища. Нижняя (противоположная древку) часть полотнища состоит из голубого прямоугольного треугольника, прямой угол которого совпадает с нижним, противоположным древку, углом полотнища, и примыкающей к нему жёлтой полосы, ширина которой составляет 1/12 ширины (1/10 длины) полотнища.
В зелёном треугольнике помещено изображение белой сосновой ветви с шишкой, габаритные размеры которого составляют 1/3 длины и 3/10 ширины полотнища. Центр изображения равноудалён от боковых краёв полотнища и находится на расстоянии 3/16 ширины полотнища от его верхнего края.
В красном треугольнике помещено изображение жёлтой секиры, параллельной древку, габаритные размеры изображения составляют 1/8 длины и 1/2 ширины полотнища. Центр изображения находится на расстоянии 1/8 длины полотнища от бокового края, прилегающего к древку, и равноудалён от верхнего и нижнего краёв полотнища.
В голубом треугольнике помещено изображение белого циркуля, габаритные размеры которого составляют 1/8 длины и 5/16 ширины полотнища. Центр изображения находится на расстоянии 1/3 длины полотнища от бокового края, противоположного древку, и на расстоянии 1/4 ширины полотнища от его нижнего края».

## Обоснование символики
Жёлтая полоса символизирует крупнейшую магистраль муниципального образования — Ярославское шоссе.
Сосновая ветвь с шишкой в зелёной части полотнища символизирует произрастание на территории местности красных корабельных сосен, в честь которых названа одна из улиц муниципального образования.
Жёлтая секира — элемент герба и флага города Ярославля, имя которого носит муниципальное образование.
Белый циркуль, как символ обучения строительным специальностям, обозначает нахождение на территории муниципального образования Московского государственного строительного университета.